# Biometrical Journal
Das Biometrical Journal (bis 1976 Biometrische Zeitschrift) bringt statistische Methoden und ihre Anwendungen in den Lebenswissenschaften einschließlich Medizin, Ökologie and Landwirtschaft. Typische Artikel enthalten sowohl die Entwicklung der Methodologie als auch deren Anwendung. Auf der Web-Site des Verlags werden zusätzlich zu den Artikeln Programmcode und Daten veröffentlicht um die Methoden zu illustrieren und die Ergebnisse reproduzierbar zu machen. Der Code wird von einem ernannten Reproducible Research Editor geprüft, bevor er als Supplementary Material veröffentlicht wird.
Der Verlag Wiley-VCH publiziert das Biometrical Journal in Zusammenarbeit mit der Deutschen Region und der Region Oesterreich-Schweiz der Internationalen Biometrischen Gesellschaft (IBS) elektronisch und gedruckt in englischer Sprache.

## Geschichte
Zehn Jahre nach der Gründung der Bundesrepublik Deutschland (BRD) und der Deutschen Demokratischen Republik (DDR) begannen Ottokar Heinisch (Leipzig, DDR) und Maria Pia Geppert (Bad Nauheim, BRD) 1959, gemeinsam im Akademie Verlag die Biometrische Zeitschrift herauszugeben als die Fachzeitschrift der Deutschen Region der IBS, in der seit 1953 jährliche Konferenzen stattfinden. Zwölf Jahre nach dem Bau der Berliner Mauer und auf Druck der DDR wurde eine eigene IBS-Region DDR eingerichtet, um die Kontakte mit der BRD zu verringern. Die Zeitschrift bekam ihren englischen Titel Biometrical Journal 1976, als Erna Weber (Ost-Berlin) ihre Herausgeberin war. Die beiden Regionen der IBS vereinigten sich gleich nach der deutschen Wiedervereinigung wieder. Heinz Ahrens and Klaus Bellmann sicherten die Fortführung des Biometrical Journal. Die wiedervereinte Deutsche Region (DR) betrieb den Neustart des Biometrical Journal als Zeitschrift der Region seit 1994. Nach einer Vereinbarung mit dem Akademie Verlag erschien die Zeitschrift „in Zusammenarbeit mit der Deutschen Region der IBS“ und seither mit neuem Umschlag. 1997 übernahm der Wiley-VCH Verlag (Berlin und Weinheim) die Zeitschrift vom Akademie Verlag (Berlin). Erster Herausgeber danach war Jürgen Läuter (Magdeburg), gefolgt von Peter Baur (Wien). Im Jahr 2004 beschlossen die Region Oesterreich-Schweiz und die Deutsche Region der IBS und der Wiley-VCH-Verlag, dass die beiden Regionen die elektronische Fassung abonnieren und die Herausgeber benennen, und zwar als erste Edgar Brunner (Göttingen) und Martin Schumacher (Freiburg).
Herausgeber des Biometrical Journal (bis 1976 Biometrische Zeitschrift)
- 1959–1966 Ottokar Heinisch und Maria Pia Geppert
- 1966–1968 Maria Pia Geppert und Erna Weber
- 1968–1988 Erna Weber
- 1989–1995 Heinz Ahrens und Klaus Bellmann
- 1996–1999 Jürgen Läuter
- 2000–2003 Peter Bauer
- 2004–2008 Edgar Brunner und Martin Schumacher
- 2009–2011 Tim Friede und Leonard Held
- 2012–2014 Lutz Edler und Mauro Gasparini
- 2015–2019 Dankmar Böhning und Marco Alfò
- 2020–2022 Matthias Schmid und Arne Bathke
- 2023 Arne Bathke, Monica Chiogna, Matthias Schmid[9]

Inhalt
Häufige Mathematics Subject Classification Codes während der ersten 50 Jahre waren “Analysis of variance”, “Linear regression”, “Genetics”, “Classification and discrimination”, “Parametric inference; hypothesis testing”, “Sampling theory” und “Multivariate analysis; contingency tables”.